# Algèbre séparable
En mathématiques, une algèbre séparable sur un corps commutatif K est une algèbre semi-simple qui, par extension des scalaires à un surcorps, reste semi-simple.
Dans ce article, K désigne une corps commutatif, et les algèbres sur K sont supposées être associatives et unitaires et de dimensions finies, et les homomorphismes d'algèbres sont supposés envoyer 1 sur 1. (Il y a une notion de K-algèbre non associative séparable, qui généralise celle-ci.)

## Définitions et premières propriétés
On dit qu'une algèbre A sur K est séparable ou absolument semi-simple si, pour tout surcorps commutatif L de K, la L-algèbre L ⊗K A déduite de A par extension des scalaires de K à L est semi-simple. En particulier, si A est séparable, alors A est semi-simple (prendre L = K).
Si la caractéristique de K est nulle (par exemple si K est le corps R des nombres réels ou le corps C des nombres complexes), alors les algèbres séparables sur K ne sont autres que les algèbres semi-simples sur K.
Les algèbres séparables commutatives sur K ne sont autres que les algèbres étales sur K. En fait, le centre de toute algèbre séparable sur K est une algèbre étale sur K.
Exemples.
- Les extensions séparables de K sont des algèbres séparables sur K.
- Les algèbres simples centrales sur K sont séparables.

L'algèbre produit d'une famille finie d'algèbres séparables sur K est séparable (et réciproquement).
D'après le théorème d'Artin-Wedderburn, toute algèbre semi-simple sur K est produit d'algèbres simples sur K, et pour décrire les algèbres séparables sur K, il suffit donc de décrire les algèbres séparables qui sont simples. 
Pour qu'une algèbre A sur K soit séparable et simple, il faut et il suffit que A soit une algèbre simple (de dimension finie) et que centre de L de K soit une extension séparable de K. Donc ce ne sont autres que les algèbres simples centrales sur des extensions séparables de K. Ces algèbres sont, à isomorphisme près, celle qui sont de la forme Mn(D), où D est une algèbre à division de centre une extension séparable de K (ou encore, de la forme EndD(E), où D est une algèbre à division de centre extension séparable de K et E est un espace vectoriel de dimension finie sur D).
Les algèbres séparables sur K ne sont autres que les algèbres qui sont isomorphes au produit d'une nombre fini d'algèbres simples séparables sur K (dont la description vient d'être donnée).

## Construction d'algèbre séparables
- L'algèbre opposée à une algèbre séparable est séparable.
- Toute algèbre quotient d'une algèbre séparable par un idéal bilatère est une algèbre séparable.
- Le produit tensoriel de deux algèbres séparables (ou plus généralement d'une famille finie d'algèbres séparables) est une algèbre séparable.
- Pour tout surcorps commutatif L de K, la L-algèbre L ⊗K A déduite d'une K-algèbre séparable A par extension des scalaires de K à L est un séparable.
- Soit L une extension de degré fini de K et A une algèbre séparable sur L. Si L est séparable sur K, alors la K-algèbre sous-jacente à A est séparable.